# Nuevo Laredo West
Nuevo Laredo West är en flygplats i Mexiko.   Den ligger i kommunen Nuevo Laredo och delstaten Tamaulipas, i den nordöstra delen av landet, 900 km norr om huvudstaden Mexico City. Nuevo Laredo West ligger 149 meter över havet.
Terrängen runt Nuevo Laredo West är platt, och sluttar österut. Runt Nuevo Laredo West är det ganska tätbefolkat, med 179 invånare per kvadratkilometer. Närmaste större samhälle är Nuevo Laredo, 2,0 km nordost om Nuevo Laredo West. Runt Nuevo Laredo West är det i huvudsak tätbebyggt.